# Anza Oyama
Anza Oyama (del japonés: 大山 アンザ ‘Ōyama Anza’) Conocida simplemente por su
nombre estilizado ANZA. ( n. 4 de mayo de 1976, Ōmura (Nagasaki), Japón). Es una cantautora,
DJ, actriz y ex-idol japonesa de ascendencia europea.

## La década de 1990 y su etapa idol
Anza es hija de padre japonés y madre sudafricana de ascendencia europea (España). Debutó en el mundo del espectáculo
a comienzos de la década de 1990,  se inició como cantante en 1992 cuando se unió al grupo idol Sakurakko Club.
En 1993 fue la primera actriz en desempeñar el rol de Usagi Tsukino en las obras musicales de Sailor Moon junto a su hermana menor, también actriz, Chiho Oyama, quien desempeñó el papel de Sailor Júpiter.
Alternando sus actividades en el musical Sera Myu, meses después formó un dúo junto a su compañera Ayako Morino, bajo el nombre de: "MOMO". Junto a esta lanzó algunos sencillos como "Just Combination" y "Pocket Bell Night wa 5643". No obtuvieron las ventas deseadas y la unidad se disolvió un año después, tras la separación de Sakurakko Club.
En 1994, prestó su voz en los coros de la segunda versión del sencillo "Moon Light Densetsu" en colaboración con otra cantante del Moon Lips, que fue utilizado en la tercera y cuarta temporada del anime Sailor Moon S y Sailor Moon Super S respectivamente.
Oyama fue partícipe de varios sencillos incluidos los 8 CD musicales, que se usaron como OST en las escenas teatrales de Sailor Moon durante un periodo de cinco años, hasta cesar sus actividades en 1998.
Ese mismo año debutó como solista con el sencillo "Dream", para el sello discográfico de Sony Music Entertainment Japan, seguido del sencillo  "Tobira wo Akete", liberado un año después, que fue utilizado como segundo opening en la serie Sakura Cardcaptors. También puede apreciarse su sencillo "Mienai Chizu" en el capítulo 68 de la misma.
En septiembre de 1999 interpretó el tema"Ai wo Shizumeteru", que se escucha en el videojuego Psychic Force 2 para la consola PlayStation.

## Años 2000 y carrera posterior
A fines de los años 90 dio un giro completamente distinto a su carrera, y formó una banda de heavy metal llamada Head Phones President junto a los músicos Hiro, Mar y otros miembros. Según ANZA la letra de sus canciones con sencillos como "Alienblood", plasman sus experiencias vividas en su infancia como nikkei. Y aunque tienen un enfoque negativo también poseen un efecto esperanzador.
Oyama ha demostrado una fuerte inclinación en la actuación y ha colaborado en múltiples obras de teatro musicales desde su infancia hasta el presente. En 2003 grabó musicales para la obra de teatro Los miserables realizada por toho. 
En el año 2006 firmó un contrato con Universal Music Japan , liberando el sencillo "Kanata e" utilizado como segundo ending en el anime Glass no Kantai.
A fines de 2008 alternando sus actividades con Head Phones President se unió al grupo Vitamin-Q. Sin embargo tras el suicidio de Kato Kazuhiko en 2009, la banda culminó sus actividades.
ANZA también apareció en el MV musical "Trouble" de la banda VAMPS.
En el año 2011 inauguró junto a uno de sus compañeros del grupo, una tienda en línea llamada: "Raz-Rabbit" especializada en ropa y accesorios personalizados.
En mayo de ese año, realizó un concierto en vivo, para recaudar fondos destino al Terremoto y tsunami ocurrido dos meses atrás. En donde compartió escenario con varios músicos japoneses e interpretó distintos temas de sus 
facetas como cantante. Así como una segunda presentación de temática navideña celebrada en vísperas de Navidad titulada "Anza Xmas Live".
En 2012 colaboró en el sencillo "Unmei no Megami" del grupo Dragon Guardian.
Desde 2013 realiza presentaciones de forma esporádica como DJ.

## Actualidad
En los últimos años he realizado varias giras con su banda y como solista por todo Japón en lugares como el "The Nacional Tokio Arts Center" y fuera del país, en China, Taiwán, Suecia, Australia, París, Francia y los Estados Unidos.

## Discografía

### Sencillos como solista
- Kokoro no Lion (1993)
- Dream (1998)
- Ai wo Shizumeteru (1999)
- Tobira wo Akete (1999)
- Mienai Chizu (2000)
- Kanata e (2006)
- Unmei no megami (2012)

### Con MOMO
- Just Combination (1993)
- Pocket Bell Night wa 5643 (1994)

### Vídeos con MOMO
- Summer Candle -Momo in New Caledonia (Lanzamiento en VHS en 1993)

### Con Sakurakko Club
- Nani ga Nandemo (1992)
- Do-Shite (1993)
- La Soldier (1993)
- Mou Ichido Waratte yo (1994)
- "Rashiku" Ikimasho y Moonlight Densetsu con Miyuki Kajitani "Moon Lips"  (1995)

### CD Musicales con Sera Myu
- Memorial Album of the Musical “Pretty Soldier Sailor Moon”: An Alternate Legend The Dark Kingdom Revival Story
- Memorial Album of the Musical 2 “Pretty Soldier Sailor Moon S” Usagi — The Path to Become the Soldier of Love
- Memorial Album of the Musical 3 “Pretty Soldier Sailor Moon SuperS” Dream Warriors — Love — Into Eternity...
- Memorial Album of the Musical 4 “Pretty Soldier Sailor Moon Sailor Stars”
- Memorial Album of the Musical 5 “Pretty Soldier Sailor Moon” Eternal Legend
- Memorial Album of the Musical “Pretty Soldier Sailor Moon” ~ Best Sound Track ~
- Memorial Album of the Musical “Pretty Soldier Sailor Moon” Theme Songs 1993~1999
- Memorial Album of the Musical “Pretty Soldier Sailor Moon” Best Songs Collection —Best Songs Chosen by Fans—
- Memorial Album of the Musical “Pretty Soldier Sailor Moon” Love Ballad Edition
- Memorial Album of the Musical “Pretty Soldier Sailor Moon” Dark Side Edition: Best Songs

### Con Vitamin-Q
- Vitamin-Q Featuring Anza (2008)

## Como actriz

### Musicales en Sera Myu
- Pretty Soldier Sailor Moon ~ An Alternate Legend - Dark Kingdom Revival Story (agosto de 1993)
- Pretty Soldier Sailor Moon ~ An Alternate Legend - Dark Kingdom Revival Story (Revision) (diciembre de 1993)
- Pretty Soldier Sailor Moon ~ Super Spring Festival (marzo de 1994)
- Pretty Soldier Sailor Moon S ~ Usagi - The Path to Become the Warrior of Love (julio de 1994)
- Pretty Soldier Sailor Moon S ~ Transformation - The Path to Become the Super Warrior (diciembre de 1994)
- Pretty Soldier Sailor Moon S ~ Transformation - The Path to Become the Super Warrior (Revision) (marzo de 1995)
- Pretty Soldier Sailor Moon SuperS ~ Dream Warriors - Love - Into Eternity... (julio de 1995)
- Pretty Soldier Sailor Moon SuperS (Revision) ~ Dream Warriors - Love - Into Eternity...　Saturn Revival Chapter (marzo de 1996)
- Pretty Soldier Sailor Moon SuperS ~ Special Musical Show (abril de 1996)
- Pretty Soldier Sailor Moon Sailor Stars (agosto de 1996)
- Pretty Soldier Sailor Moon Sailor Stars (Revision) (diciembre de 1996)
- Pretty Soldier Sailor Moon ~ Eternal Legend (julio de 1997)
- Pretty Soldier Sailor Moon ~ Eternal Legend (Revision) - The Final First Stage (febrero de 1998)

### Derivados
- Golden Week Fan Kansha Event
- Boys Be... Alive (1999)
- 500kai Kouen Kinen - 500th Performance Special~ (2000)
- Spring 10th Anniversary Festival (2002)
- Dai 2 Bu - Memorial Talk & Live Show
- 777kai Kouen Kinen - 777th Performance of Sera Myu

### Otras obras Musicales
- Chiruchiru in 2050 no Aoi Tori (1997–1998)
- Rowena Morgan en Mr. Holland's Opus (2000)
- Emily Diner en When Harry Met Sally...  (2002)
- Eponine en Los Misérables (2003–2006)
- Ellen en Miss Saigon (2004)
- Irina Sergeyevna Prozorova en Three Sisters (2004)
- Ayaka en Gift.  (2006, 2009, 2013)
- Sint-Margherita en Ai, Toki wo Koete Sekigahara Ibun (2007)
- Julia en Rag and Jewelry (2008)
- Homma Ayako en Only You Really Musical (2008)
- Tsukino Yayoi en Ninshin Sasete (2008)
- Julia (como Yuriko Sawamoto) en Boro to Houseki (2008)
- Honma Ayako in Kiss Yori mo Setsunaku (2008)
- Madeleine en The Umbrellas of Cherbourg (2009)
- Amneris en Aida (2009)
- Hikaru en STAND IN THE WORLD - THE ROCK MUSICAL SHOW (2016)

## Como modelo

### PhotoBooks
- ANZA COMPLETE (1997)